# Wake Up (canción de Rage Against the Machine)

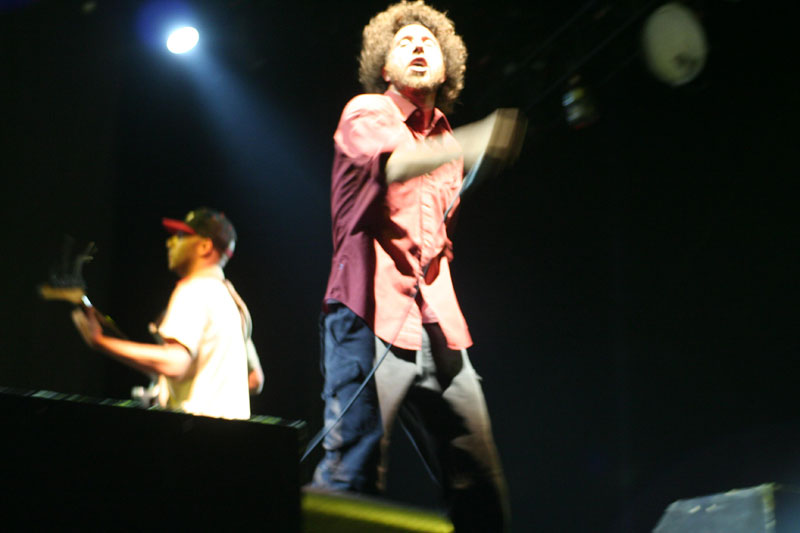
Zack de la Rocha y Tom Morello de Rage Against The Machine en Coachella, California, EEUU 2007

«Wake Up» (traducido al español como Despierta) es una canción del grupo de rap metal estadounidense Rage Against the Machine, publicada como la séptima pista de su álbum debut homónimo el año 1992. Aunque nunca fue lanzada como sencillo, sigue siendo un elemento básico de sus conciertos y es tocada generalmente como la última canción antes del término. Se utilizó en la escena final y créditos de la película The Matrix (1999).

## Grabación y producción
La canción fue una de las tres en no pertenecer a la maqueta de 1991 pero estar presente en el álbum oficial de la banda (junto a "Settle for Nothing" y "Fistful of Steel"), publicado en 1992 por Epic Records. Fue escrita por el vocalista Zack de la Rocha y producida por 'GGGarth' Richardson.

## Composición
La letra discute el racismo dentro del gobierno estadounidense y el programa de contrainteligencia del FBI; una parte de la canción es tomada de un memorándum real de la FBI en que su director J. Edgar Hoover sugiere objetivos para la represión del movimiento nacionalista negro. La canción también hace referencia a prominentes figuras afroamericanas dirigidas por el gobierno, como Malcolm X y Martin Luther King Jr., yendo más allá, diciendo que el gobierno organizó sus asesinatos.
Las últimas líneas dicen: (traducido de "How long, not long, because what you reap is what you sow!")
¿Por cuanto tiempo?, no mucho
¡porque lo que cosechas, es lo que siembras!
Este verso se refiere a un discurso pronunciado por Martin Luther King Jr. llamado How Long, Not Long (¿cuanto tiempo?, no mucho) que parafrasea parte de un conocido versículo de la Biblia: "pues todo lo que el hombre siembre, eso también segará." (Gálatas 6:7). El discurso fue entregado en el final de La Marcha de Selma a Montgomery en los escalones del edificio del Capitolio del Estado en Montgomery, Alabama. Las líneas finales del discurso dicen "¿Por cuánto tiempo? No mucho, porque usted cosecha lo que siembra."

## Recepción crítica
La web Sputnikmusic le dio la calificación máxima con 5 estrellas de 5, destacando los riff y particularmente el solo de Tom Morello. Por su parte, Allmusic resalta la paulatina evolución de la canción, que "finalmente estalla con tremendo poder y furia". Rock in Spain la describe como "el tema más completo del disco", elogiando su compleja composición, así como una de sus mejores cartas de presentación según Hiru.

## Discursos políticos
En las interpretaciones en vivo de "Wake Up", el vocalista Zack de la Rocha con frecuencia hace declaraciones sobre temas políticos y sociales en el puente de la canción (en la versión del álbum recita un memorándum escrito por J. Edgar Hoover). Durante el concierto de reunión de la banda en el Festival de Coachella 2007, de la Rocha pronunció un discurso durante la canción, citando la declaración de Noam Chomsky sobre los Juicios de Núremberg, de esta manera:

Un buen amigo nuestro, dijo una vez que si se le aplicaran a los presidentes de Estados Unidos las mismas leyes que a los nazis después de la Segunda Guerra Mundial [...] todos y cada uno de ellos, hasta el último blanco rico de ellos desde Truman, habría sido colgado [sic] a muerte y fusilado-y el gobierno actual no sería la excepción. Ellos deberían ser colgados [sic], y tratados, y fusilados. Como debería ser con cualquier criminal de guerra. Pero los desafíos que enfrentamos, van más allá de las administraciones, más allá de las elecciones, más allá de cada cuatro años de tirar palancas, más allá de eso. Porque todo este sistema podrido se ha vuelto tan vicioso y cruel que, para sostenerse, necesita destruir países enteros y sacar provecho de su reconstrucción para sobrevivir-y eso no es un sistema que cambia cada cuatro años, es un sistema que tenemos que romper, generación tras generación tras generación tras generación tras generación... Despierta.

El evento causó furor en los medios. Un clip del discurso de Zack apareció en el programa de Fox News Hannity & Colmes. El título decía: "La banda de rock 'Rage Against the Machine', dice que el presidente Bush debería ser fusilado". Ann Coulter (invitada en el show) bromeó con aquello, diciendo: "Son perdedores, sus admiradores son perdedores, y hay mucha violencia que viene desde la izquierda." Entonces Alan Colmes recordó a Coulter que ella mencionó sobre el expresidente Bill Clinton que "La única cuestión es su destitución o su asesinato".
El 28 de julio de ese mismo año, en su presentación del festival de Nueva York Rock the Bells, hicieron otro discurso en la canción como en Coachella. Aquí de la Rocha, mostró su defensa frente a lo nombrado en Fox News, a los que acusaba malinterpretar su discurso en Coachella: 

Hace un par de meses, esos jodidos fascistas de la Fox News Network trataron de llevar a una esquina a esta banda, declarando que dijimos que el presidente debería ser asesinado. No, lo que dijimos fue que debería ser llevado a juicio como un criminal de guerra, y colgado [sic], y fusilado. ESO fue lo que dijimos. Y no nos moveremos de esta posición porque los asesinos reales son Bush, y Cheney, y toda su administración por las vidas que han destruido aquí y en Irak. Ellos son los únicos. Y lo que no se dijo al aire, que fue mucho más provocativo en mi mente y en la de mis compañeros de banda, fue lo siguiente: este sistema se ha hecho tan brutal, y vicioso, y cruel, que tiene que sacar provecho de las guerras y la destrucción de todo el mundo para sobrevivir como potencia mundial. ESO fue lo que dijimos. Y nos negamos a ponernos de pie, nos negamos a dar marcha atrás de esta posición, no sólo por los niños pobres que están siendo dejados en el desierto para morir, pero para los jóvenes iraquíes, el pueblo iraquí, sus familias y sus amigos, y los jóvenes que están de pie y resistiendo la ocupación de EE. UU. cada día. Y si de verdad queremos acabar con esta maldita y miserable guerra, tenemos que levantarnos con la misma fuerza que los jóvenes iraquíes se enfrentan cada día, y que lleven a esos hijos de puta a sus rodillas. Despierta...

## En la cultura popular
"Wake Up" apareció en los créditos finales de la película de 1999 The Matrix, y así mismo en su banda sonora, donde obtuvo algo de popularidad. Además, ha hecho múltiples apariciones en la cultura popular, por ejemplo en el primer episodio de la serie Dirty Sexy Money de la ABC, en la banda sonora del videojuego Dave Mirra Freestyle BMX 2, y Pro Evolution Soccer 2017, y para promocionar el programa Pro Box Live de RTE2, y a la Liga irlandesa de fútbol por TG4.